# San Juan de Villanueva
San Juan de Villanueva är en ort i Mexiko.   Den ligger i kommunen Viesca och delstaten Coahuila, i den centrala delen av landet, 800 km nordväst om huvudstaden Mexico City. San Juan de Villanueva ligger 1 109 meter över havet och antalet invånare är 334.
Terrängen runt San Juan de Villanueva är platt åt sydost, men åt nordväst är den kuperad. Runt San Juan de Villanueva är det mycket glesbefolkat, med 3 invånare per kvadratkilometer. Närmaste större samhälle är Matamoros, 14,7 km väster om San Juan de Villanueva. Omgivningarna runt San Juan de Villanueva är i huvudsak ett öppet busklandskap.